# Pau Audouard
Pau Audouard (1857–1918) byl fotograf působící v Barceloně, Katalánsku a Španělsku na konci 19. století.

## Život a dílo
Adouard se narodil v roce 1857 v Havaně na Kubě. V roce 1879 se přestěhoval s rodinou do Barcelony, kde si otevřel fotografické studio. Stal se jedním z nejvýznamnějších fotografů ve Španělsku na konci 19. století, v roce 1886 získal dvě zlaté medaile za svou práci od Real Sociedad Económica Aragonesa. O dva roky později byl jmenován oficiálním fotografem Světové výstavy v Barceloně. V letech 1879 až 1894 byl Adouard členem Francouzské fotografické společnosti. V letech 1905 až 1915 žil a pracoval v domě Casa Lleó Morera, který postavil architekt Lluís Domènech i Montaner.

## Galerie

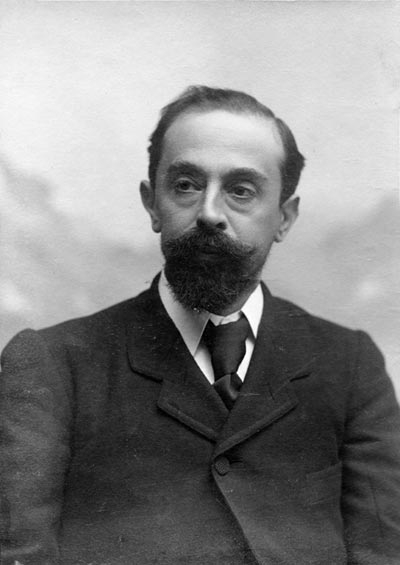
Joan Maragall, 1903
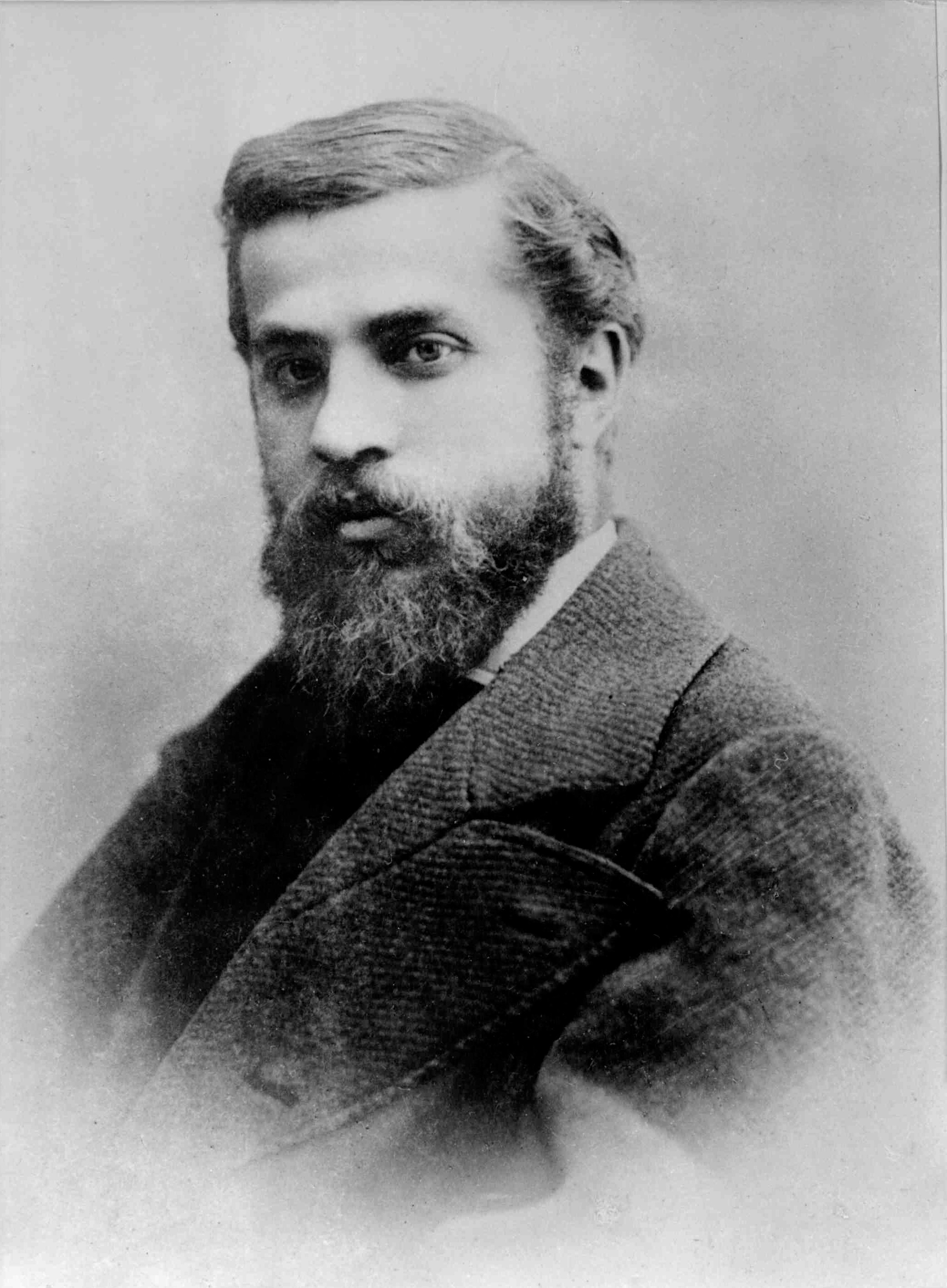
Antoni Gaudí, 1878
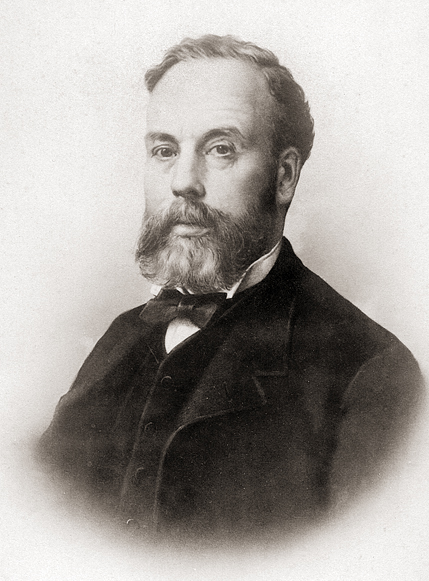
Francisco Brosa y Casanobas, asi 1890
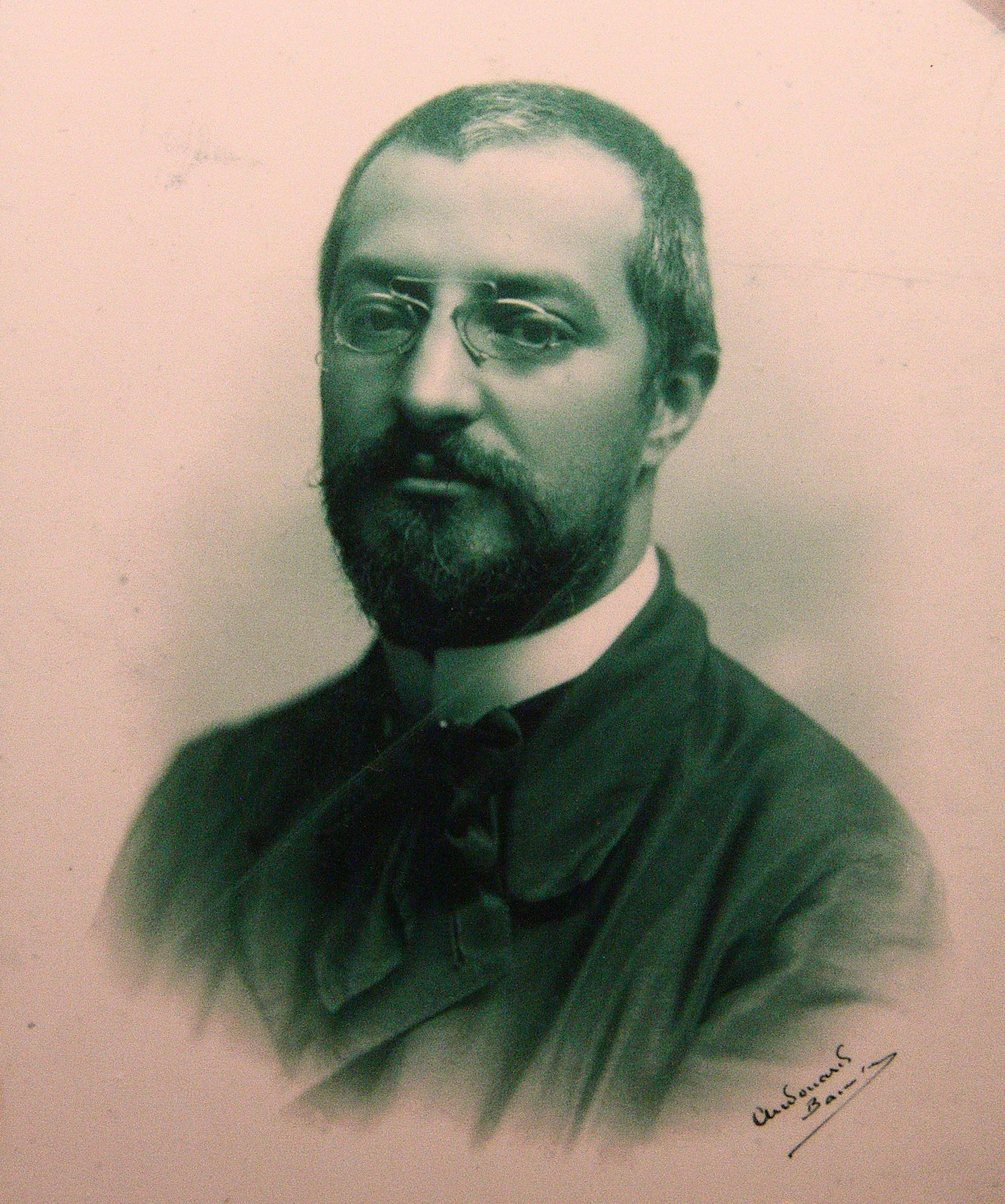
Josep Puig i Cadafalch, asi 1900
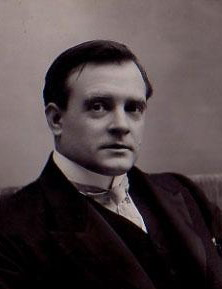
Enrique Borrás, asi 1900
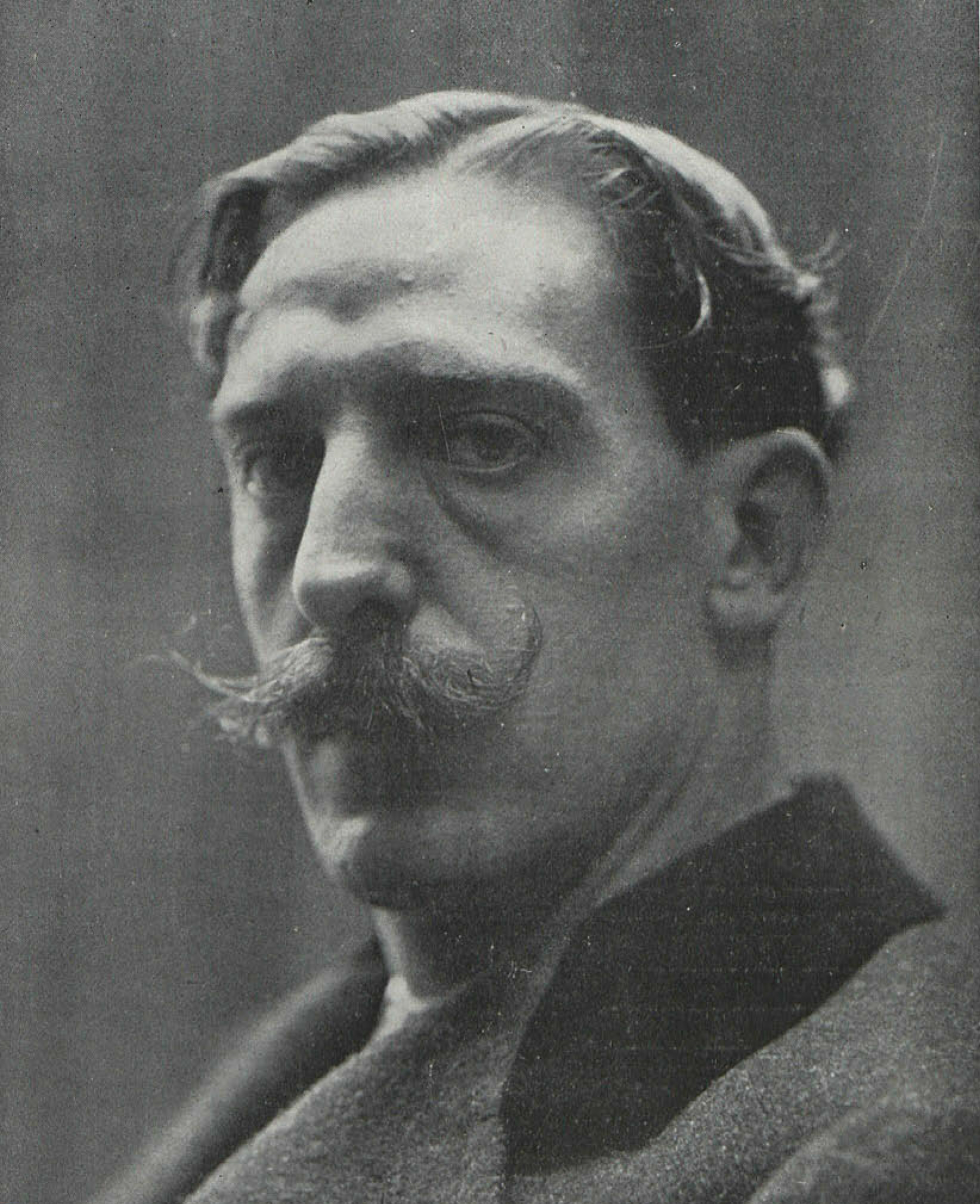
Joaquín Malats, asi 1910